# Xiao Chaogui
Xiao Chaogui (chinesisch 蕭朝貴 / 萧朝贵, Pinyin Xiāo Cháoguì, W.-G. Hsiao Ch'ao-kuei; * um 1820 im Kreis Wuxuan, Guangxi; † September 1852 nahe Changsha) war einer der politischen und militärischen Anführer des Taiping-Aufstandes am Ende der chinesischen Qing-Dynastie.
Xiao war Sohn armer Bauern aus dem Kreis Wuxuan und gehörte den Hakka oder Zhuang an. Er heiratete eine Verwandte von Yang Xiuqing, der ein führendes Mitglied der Gesellschaft zur Verehrung Gottes war. Nach dem Tod seiner ersten Frau heiratete er Hong Xuanqiao, die jüngere Schwester von Hong Xiuquan. Hong taufte ihn in den 1840er Jahren, so dass Xiao der Gesellschaft zur Verehrung Gottes beitrat. Xiao kam in dieser Bewegung schnell in hohe Positionen, da er behauptete, im Namen von Jesus Christus sprechen zu können. Im Jahre 1850 bekam Xiao das Kommando über die Streitkräfte der Gesellschaft, wobei die Wahl auf Xiao gefallen sein könnte, um den Einfluss Yangs auszugleichen.
Anfang 1851 gingen die Truppen der Qing-Dynastie mit Waffengewalt gegen die Gesellschaft zur Verehrung Gottes vor. Im Aufstand von Jintian besiegten die 500 von Xiao befehligten Kämpfer die 3000 angreifenden Qing-Soldaten. Kurz danach gründete Hong Xiuquan das Himmlische Reich des Großen Friedens und setzte Xiao als Kommandeur der Taiping-Armee ein. Nach dem Sieg bei Jintian zogen die Taiping-Truppen erst westlich, dann in Richtung Nordosten, wo sie Yong’an (das heutige Mengshan) einnahmen. Dort stellte Hong seine Regierung auf und ernannte Xiao zum König des Westens, womit er Hong als Himmlischem König direkt unterstellt war. Im Winter 1851/82 belagerten 30.000 Qing-Soldaten Yong’an, den Taiping-Truppen gelang jedoch im April 1852 der Ausbruch, wonach sie von der Qing-Armee verfolgt wurden. Die Taiping zogen sich in das Dadong-Gebirge zurück, wo die von Xiao befehligten Truppen gegen die Qing zurückschlugen und ihnen schwere Verluste zufügten, unter anderen wurden vier Qing-Generäle getötet. Vom 17. April bis 19. Mai 1852 belagerten Xiaos Truppen erfolglos Guilin, danach nahmen sie Xingan, Quanzhou und Daozhou ein. Hier riefen Yang und Xiao Chaogui die ganze Nation zum Aufstand gegen die Unfähigkeit der Qing auf und kündigten an, ein gottesfürchtiges, friedliches und wohlhabendes Königreich gründen zu wollen. Am 17. August nahmen Xiaos Truppen Chenzhou ein, von dort aus stieß Xiao mit leichter Infanterie nach Changsha vor. Er besiegte zwar die Qing-Truppen in den Vororten von Changsha, die Stadtmauern wurden aber von 8000 Mann unter Gouverneur Luo Bingzhang verteidigt. Am darauffolgenden Tag führte Xiao seine Truppen persönlich in den Angriff auf die Stadt, wurde besiegt und im Kampf schwer verwundet. Er erlag den Verletzungen wenige Tage später.
Sein Sohn Xiao Yuhe übernahm den Königstitel Xiaos, während der ehrgeizige Yang Xiuqing nach Xiaos Tod zu nahezu unbeschränkter Macht innerhalb der Taiping aufstieg.